# Sidonie Fiadanantsoa
Sidonie Fiadanantsoa (30 aprile 1999) è un'ostacolista malgascia. Nel 2023 ha vinto la medaglia d'argento ai Giochi panafricani di Accra in Ghana nei 100 metri ostacoli

## Progressione

### 100 metri ostacoli
| Stagione | Misura | Luogo     | Data      | Rank. Mond. |
| -------- | ------ | --------- | --------- | ----------- |
| 2024     | 13"19  | Accra     | 19-3-2024 |             |
| 2023     | 13"01  | Kinshasa  | 1-8-2023  |             |
| 2022     | 13"42  | Angoulême | 3-6-2022  |             |
| 2021     | 13"34  | Dakar     | 23-5-2021 |             |

## Palmarès
| Anno | Manifestazione           | Sede         | Evento   | Risultato   | Prestazione | Note                          |
| ---- | ------------------------ | ------------ | -------- | ----------- | ----------- | ----------------------------- |
| 2019 | Giochi panafricani       | Rabat        | 100 m hs | Finale      | dnf         |                               |
| 2019 | Giochi panafricani       | Rabat        | 4x100 m  | 5ª          | 46"02       |                               |
| 2022 | Mondiali indoor          | Belgrado     | 60 m hs  | Batterie    | 8"21        | Miglior prestazione personale |
| 2022 | Campionati africani      | Saint-Pierre | 100 m hs | 6ª          | 13"49       |                               |
| 2022 | Campionati africani      | Saint-Pierre | 4x100 m  | 6ª          | 46"48       |                               |
| 2022 | Mondiali                 | Eugene       | 100 m hs | Batterie    | 13"57       |                               |
| 2023 | Giochi della Francofonia | Kinshasa     | 100 m hs | Oro         | 13"01       | [ 1 ]                         |
| 2023 | Mondiali                 | Budapest     | 100 m hs | Batterie    | 13"18       | [ 2 ]                         |
| 2024 | Giochi panafricani       | Accra        | 100 m hs | Argento     | 13"19       | [ 3 ]                         |
| 2024 | Campionati africani      | Douala       | 100 m hs | Bronzo      | 12"98       |                               |
| 2024 | Giochi olimpici          | Parigi       | 100 m hs | Ripescaggio | 13"12       |                               |
| 2025 | Mondiali indoor          | Nanchino     | 60 m hs  | Semifinale  | 8"11        |                               |

## Altre competizioni internazionali
2019
- Oro ai Giochi delle isole dell'Oceano Indiano, ( Port Louis), 100 metri ostacoli
- Oro ai Giochi delle isole dell'Oceano Indiano, ( Port Louis), staffetta 4x400 metri

2023
- Oro ai Giochi delle isole dell'Oceano Indiano, ( Antananarivo), 100 metri ostacoli
- Oro ai Giochi delle isole dell'Oceano Indiano, ( Antananarivo), staffetta 4x100 metri